# Txeremxanka (Krasnoiarsk)
|  | Per a altres significats, vegeu «Txeremxanka». |

Txeremxanka (en rus: Черемшанка) és un poble del krai de Krasnoiarsk, a Rússia, que en el cens del 2010 tenia 1.077 habitants. Pertany al districte de Kuràguino.